# Parhypomma
Parhypomma là một chi nhện trong họ Linyphiidae.